# E poi…
E poi… је песма италијанске певачице Мине. Објављена је у октобру 1973. године као сингл са њеног студијског албума Frutta e verdura (1973). Песму су написали Шел Шапиро и Андреа Ло Векио. Песма је имала велики успех у Италији, десет недеља је била на врху италијанске листе синглова.
Песма Non tornare più је кориштена као страна Б. Написали су је Франко Калифано и Дарио Балдан Бембо.

## Верзије на другим језицима
- E poi…:
  - ¿Y qué? (на шпанском)[3]
  - Und dann… (на немачком)[4]
  - Runaway (на енглеском)[5]
  - Et puis ça sert à quoi (на француском)[6]

- Non tornare più:
  - Les oiseaux reviennent (на француском)[6]

## Позиције на листама
| Листа (1974)              | Највиша позиција |
| ------------------------- | ---------------- |
| Италија (Musica e dischi) | 1                |